# Quartier Vivienne
Pour les articles homonymes, voir Vivienne.

Les quartiers administratifs du 2e arrondissement.

Le quartier Vivienne est le 6e quartier administratif de Paris, il est situé dans le 2e arrondissement.

## Limites
Le quartier est limité à l'ouest par les rues Sainte-Anne et de Gramont (limitrophes du quartier Gaillon), au nord par les boulevards des Italiens et Montmartre (limitrophes du 9e arrondissement), à l'est par les rues Notre-Dame-des-Victoires et Vide-Gousset (limitrophes du quartier du Mail) et au sud par les rues La Feuillade et des Petits-Champs (limitrophes du 1er arrondissement).

## Situation et monuments
Le quartier a une superficie de 24,4 hectares. S'y trouvent notamment :
- la galerie Vivienne, qui abrite, entre autres commerces, les Caves Legrand,
- la galerie Colbert, qui abrite entre autres l'Institut national d'histoire de l'art et l'Institut national du patrimoine,
- le passage des Panoramas avec le Caffè Stern,
- le passage des Princes,
- l'École nationale des chartes,
- le palais Brongniart, ancien siège de la Bourse de Paris,
- l'Opéra-Comique,
- la Bibliothèque nationale de France, qui occupe notamment l'hôtel Tubeuf et l'hôtel Colbert de Torcy,
- la basilique Notre-Dame-des-Victoires,
- le square Louvois, qui accueille la fontaine Louvois,
- la fontaine Colbert,
- le siège de l'AMF,
- le siège de l'AFP,
- le siège social des AGF, devenu le siège français d'Allianz lors du rachat des premières,
- la Boulangerie viennoise où fut inventé le croissant,
- une partie de la place des Victoires dont l'hôtel Cornette, l'hôtel Gigault de La Salle, l'hôtel Pellé de Montaleau, l'hôtel de Prévenchères et l'hôtel de Metz de Rosnay,
- l'hôtel de La Feuillade et l'hôtel de Nevers,
- le vitrail Le Travail, par l'Industrie et le Commerce, enrichit l'Humanité, sur l'ancien siège de la Chambre de commerce et d'industrie de région Paris - Île-de-France.

## Équipement
Le quartier dispose de la seule bibliothèque municipale de l'arrondissement : la bibliothèque Charlotte-Delbo.

## Démographie
Population historique du quartier :
| Année (recensement national) | Population | Densité (hab. par km²) | Croissance depuis le dernier recensement |
| ---------------------------- | ---------- | ---------------------- | ---------------------------------------- |
| 1860                         | 14 605     |                        |                                          |
| 1954                         | 6 822      |                        |                                          |
| 1962                         | 6 151      |                        |                                          |
| 1968                         | 5 129      |                        |                                          |
| 1975                         | 3 915      |                        |                                          |
| 1982                         | 3 120      |                        |                                          |
| 1990                         | 3 096      |                        | − 0,8 %                                  |
| 1999                         | 2 917      |                        | − 5,8 %                                  |